# 勝田町 (横浜市)
勝田町（かちだちょう）は、神奈川県横浜市都筑区の地名。「丁目」の設定のない単独町名である。住居表示未実施区域。

## 地理
都筑区の東部に位置し、東に早渕、南東に新栄町、南に勝田南、西に茅ケ崎東、川を挟んで北に大棚町と接している。

### 字名
| - 谷 - 丸沢 - 蛇山 | - 権田 - 出口 - 宮下 |

### 河川
- 早渕川

## 歴史

### 沿革
かつて、横浜市に編入する前は、都筑郡中川村大字勝田であった。
- 1939年（昭和14年）4月1日 - 横浜市に編入し、横浜市港北区勝田町となる[6]。
- 1947年（昭和22年）11月12日 - 耕地整理により、勝田町の一部を大棚町へ編入[7]。
- 1969年（昭和44年）10月1日 - 行政区再編成に伴い、港北区を再配置。横浜市港北区勝田町となる[8]。
- 1987年（昭和62年）5月6日 - 勝田町の一部が緑区に編入し、横浜市緑区勝田町となる[9]。
- 1989年（平成元年）2月27日 - 住居表示の実施に伴い、港北区勝田町の一部を勝田南一丁目、勝田南二丁目、茅ケ崎南一丁目へ編入[10]。
- 1990年（平成2年）7月9日 - 緑区勝田町の一部を仲町台五丁目へ編入し、緑区勝田町は廃止となる[11]。
- 1991年（平成3年）11月11日 - 住居表示の実施に伴い、港北区勝田町の一部を茅ケ崎南二丁目へ編入[12]。
- 1994年（平成6年）11月6日 - 住居表示の実施に伴い、新吉田町、新羽町の各一部が勝田町に編入。勝田町の一部を早渕一丁目、早渕二丁目へ編入[13]。行政区再編成に伴い、都筑区が新設され、横浜市都筑区勝田町となる[14]。
- 1995年（平成7年）10月16日 - 勝田町の一部を茅ケ崎東一丁目へ編入[15]。

## 世帯数と人口
2025年（令和7年）6月30日現在（横浜市発表）の世帯数と人口は以下の通りである。
| 町丁   | 世帯数    | 人口    |
| ------ | --------- | ------- |
| 勝田町 | 2,155世帯 | 3,449人 |

### 人口の変遷
国勢調査による人口の推移。
| 年                 | 人口  |
| ------------------ | ----- |
| 1995年（平成7年）  | 5,058 |
| 2000年（平成12年） | 4,540 |
| 2005年（平成17年） | 4,005 |
| 2010年（平成22年） | 3,683 |
| 2015年（平成27年） | 3,985 |
| 2020年（令和2年）  | 3,699 |

### 世帯数の変遷
国勢調査による世帯数の推移。
| 年                 | 世帯数 |
| ------------------ | ------ |
| 1995年（平成7年）  | 1,897  |
| 2000年（平成12年） | 2,016  |
| 2005年（平成17年） | 1,883  |
| 2010年（平成22年） | 1,818  |
| 2015年（平成27年） | 2,077  |
| 2020年（令和2年）  | 2,051  |

## 学区
市立小・中学校に通う場合、学区は以下の通りとなる（2024年11月時点）。
| 番・番地等 | 小学校             | 中学校             |
| ---------- | ------------------ | ------------------ |
| 全域       | 横浜市立勝田小学校 | 横浜市立早渕中学校 |

## 事業所
2021年（令和3年）現在の経済センサス調査による事業所数と従業員数は以下の通りである。
| 町丁   | 事業所数  | 従業員数 |
| ------ | --------- | -------- |
| 勝田町 | 114事業所 | 946人    |

### 事業者数の変遷
経済センサスによる事業所数の推移。
| 年                 | 事業者数 |
| ------------------ | -------- |
| 2016年（平成28年） | 97       |
| 2021年（令和3年）  | 114      |

### 従業員数の変遷
経済センサスによる従業員数の推移。
| 年                 | 従業員数 |
| ------------------ | -------- |
| 2016年（平成28年） | 799      |
| 2021年（令和3年）  | 946      |

## 交通
- 神奈川県道13号横浜生田線
- 神奈川県道45号丸子中山茅ヶ崎線

## 施設
- 横浜市立勝田小学校
- 横浜勝田郵便局[25]
- 勝田橋
- 新勝田橋
- 関家住宅（重要文化財）

## その他

### 日本郵便
- 郵便番号 : 224-0034[3]（集配局：都筑郵便局[26]）

### 警察
町内の警察の管轄区域は以下の通りである。
| 番・番地等 | 警察署     | 交番・駐在所   |
| ---------- | ---------- | -------------- |
| 全域       | 都筑警察署 | 北山田駅前交番 |